# Bischoffsheim
Bischoffsheim is een  gemeente in het Franse departement Bas-Rhin (regio Grand Est). De plaats maakt deel uit van het arrondissement Molsheim. Bischoffsheim telde op 1 januari 2022 3.360 inwoners. Het ligt in de Elzas aan de voet van de Vogezen.

## Geografie
De oppervlakte van Bischoffsheim bedroeg op 1 januari 2022 12,33 vierkante kilometer; de bevolkingsdichtheid was toen 272,5 inwoners per km².

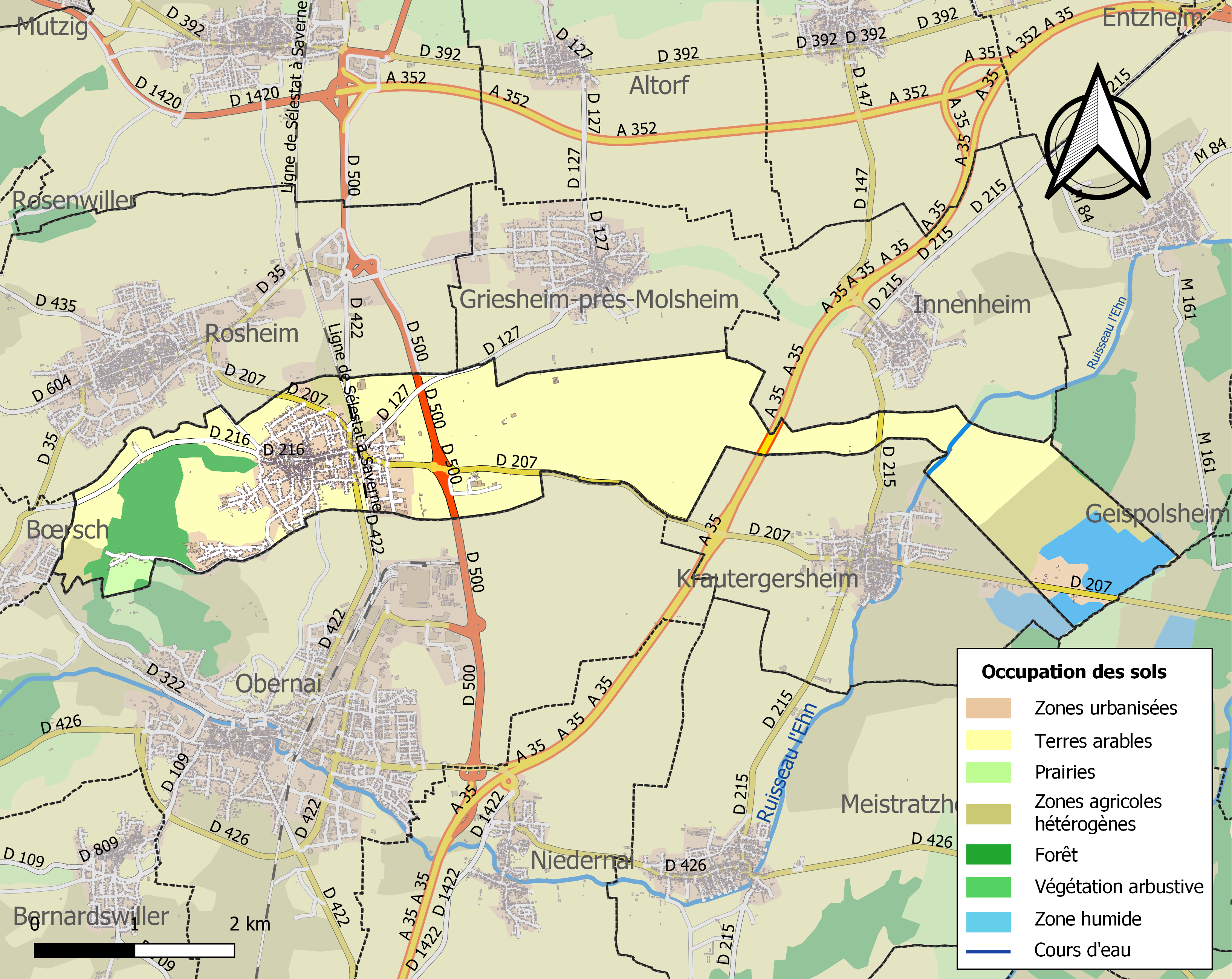
Kaart van de gemeente met de belangrijkste infrastructuur, bodemgebruik en omliggende gemeenten

## Demografie
Onderstaande figuur toont het verloop van het inwonertal (bron: INSEE-tellingen).